# Ian McNeill
Ian McNeill (Glasgow, 1932. február 24. – 2017. október 6.) skót labdarúgó, csatár, edző.

## Pályafutása
1949 és 1956 között az Aberdeen labdarúgója volt. 1956-tól Angliában játszott. 1956 és 1959 között a Leicester City, 1959 és 1962 között a Brighton & Hove Albion játékosa volt. Ezt követően a Southend United, a Dover Athletic és a Ross County csapataiban szerepelt. A Ross County együttesénél az utolsó két évet már játékos-edzőként töltötte. 1968 és 1970 illetve 1976 és 1981 között a Wigan Athletic vezetőedzője volt. 1970–71-ben a Salibury, 1971 és 1976 között ismét a Ross County szakmai munkáját irányította. 1981-ben a Northwich Victoria, 1987 és 1990 között a Shrewsbury Town csapatainál tevékenykedett.